# Thailändische Billie-Jean-King-Cup-Mannschaft
Die thailändische Billie-Jean-King-Cup-Mannschaft ist die Tennisnationalmannschaft von Thailand, die im Billie Jean King Cup eingesetzt wird. Der Billie Jean King Cup (bis 1995 Federation Cup, 1996 bis 2020 Fed Cup) ist der wichtigste Wettbewerb für Nationalmannschaften im Damentennis, analog dem Davis Cup bei den Herren.

## Geschichte
1976 nahm Thailand erstmals am Billie Jean King Cup teil. Das bisher beste Ergebnis war die Teilnahme an der Weltgruppe II (2005 und 2006).

## Teamchefs (unvollständig)
- Subin Seecha-An
- Tamarine Tanasugarn

## Bekannte Spielerinnen der Mannschaft
- Tamarine Tanasugarn